# CHEERS (doaのアルバム)
『CHEERS』（チアーズ）は、2022年9月7日、GIZA Studioから発売されたdoaの13枚目のアルバム。規格品番はGZCA-5311。

## 概要
“CHEERS”という言葉は“乾杯”の意味で使われることが多いが、海外の一部地域ではカジュアルに “ありがとう”を表す言葉として用いられている事から、日々様々なことを頑張っている方々や闘っている大人世代に向けて、“元気になってほしい” “応援したい”という思いが込められている。

## 収録曲
全作曲・編曲：徳永暁人
1. WILD BEAST
作詞：大田紳一郎　Lead vocal：吉本大樹
「FIA-F4選手権」テーマソング(2022年～2023年)[2]
2. アブラカダブラ
作詞：大田紳一郎　Lead vocals：doa
3. Bicycle
作詞：徳永暁人　Lead vocal：徳永暁人
4. ありがとう
作詞：徳永暁人　Lead vocal：徳永暁人
5. TAKE A WIN
作詞：大田紳一郎　Lead vocals：doa
「香川ファイブアローズ（プロバスケットボールチーム）」公式応援ソング[2]
6. OSAKA CHEERS
作詞：大田紳一郎　Lead vocal：大田紳一郎
「テレビ大阪 YATAIフェス！2022 Supported by 翠ジンソーダ」テーマソング[2]
7. おそうじBoogie
作詞：徳永暁人　Lead vocals：doa
8. 夢の中まで
作詞：徳永暁人　Lead vocal：徳永暁人
9. Be There
作詞：大田紳一郎　Lead vocal：吉本大樹
10. ヒューマン
作詞：大田紳一郎　Lead vocal：大田紳一郎
11. Layla
作詞：大田紳一郎　Lead vocal：吉本大樹
12. がんばらなくてもいいんだよ
作詞：吉本大樹　Lead vocal：吉本大樹

## 演奏
- 吉本大樹：Vocal
- 大田紳一郎：Vocal & Guitar
- 徳永暁人：Vocal, Bass, Guitar, Pedal Steel, Mandolin, Banjo, Piano, Hammond Organ, Blues Harp, Percussion & Programming
- 大賀好修 (Sensation)：Guitar Solo (Track 5)